# Talaromyces flavus
Talaromyces flavus är en svampart som först beskrevs av Klöcker, och fick sitt nu gällande namn av Stolk & Samson 1972. Talaromyces flavus ingår i släktet Talaromyces och familjen Trichocomaceae.  Arten är reproducerande i Sverige. Inga underarter finns listade i Catalogue of Life.